# AppImage
AppImage est un format d'application portable développé pour Linux. Il permet d'installer et de lancer des applications sans avoir accès aux droits de superutilisateur.

## Description
AppImage vise à simplifier le déploiement d'applications pour Linux : en n'exigeant pas les droits de superutilisateur pour l'installation, en embarquant les bibliothèques nécessaires à l'application dans le fichier AppImage, etc.
Cette alternative peut être utilisée pour utiliser un programme depuis n'importe quelle distribution Linux sans avoir à se soucier des dépendances ou de la compatibilité avec le système d'exploitation.